# Aspella elizabethae
Aspella elizabethae är en snäckart som först beskrevs av McGinty 1940.  Aspella elizabethae ingår i släktet Aspella och familjen purpursnäckor. Inga underarter finns listade i Catalogue of Life.